# Ca l'Estela
|  | Per a altres significats, vegeu «Casa Estela». |

Ca l'Estela és una masia a llevant del nucli urbà de la població de Cabanelles i al sud-est del veïnat de Vilademires pel camí de can Queixàs, a poc més de mig quilòmetre de l'encreuament amb la carretera N-260. Segons el Pla Especial d'identificació i regulació de masies i cases rurals de l'ajuntament de Cabanelles, Can Estela és una edificació del segle xviii, tot i que té els seus orígens a l'època medieval, presentant elements arquitectònics del segle xv com una finestra gòtica al cos sud-oest.
Masia aïllada formada per diversos cossos adossats, que li confereixen una planta més o menys rectangular. La construcció està bastida en pedra desbastada disposada regularment i lligada amb morter de calç. Presenten les cobertes de teula d'una i dues vessants i estan distribuïts en planta baixa, pis i golfes. La façana principal, orientada a llevant, presenta un portal d'accés d'arc de mig punt adovellat amb els brancals bastits en carreus de pedra ben desbastats. La resta d'obertures són rectangulars, amb els brancals fets de carreus ben desbastats, les llindes planes monolítiques i els ampits motllurats. Al pis, damunt del portal, hi ha una finestra tapiada reutilitzada com a marc per un plafó de ceràmica de temàtica religiosa. Als costats hi ha petits balcons amb baranes de ferro i llosanes motllurades sostingudes per mènsules. A les golfes destaca una finestra de tall asimètric actualment restituïda, que en origen es corresponia amb la pallissa de la construcció. La resta de paraments del conjunt arquitectònic presenten obertures rectangulars amb els brancals fets de carreus ben tallats i les llindes planes. Les finestres compten amb els ampits en relleu motllurats. La façana de ponent presenta diversos contraforts de reforç de l'estructura. Cal destacar la part de migdia de la construcció, donat que presenta una alçada major que la resta. Presenta, a la planta baixa, un portal d'arc de mig punt adovellat al que s'accedeix mitjançant unes escales de pedra i que alhora està protegit per un porxo cobert per una teulada de dues vessants, sostinguda amb una solera de grans bigues de fusta. Damunt la teulada del porxo s'observa una finestra gòtica amb llinda d'arc trilobulat. Aquest cos està rematat per una pallissa superior restituïda, coberta per un sostre embigat de fusta sostingut per un pilar central bastit en pedra. Les obertures, asimètriques, estan delimitades per baranes de fusta.